# Hatitia canchaque
Hatitia canchaque là một loài nhện trong họ Anyphaenidae.
Loài này thuộc chi Hatitia. Hatitia canchaque được Antonio D. Brescovit miêu tả năm 1997.